# Вашков, Сергей Иванович
Серге́й Ива́нович Вашко́в (4 (16) июля 1879, Сергиев Посад — 7 (20) ноября 1914, Москва) — русский художник, архитектор, дизайнер и преподаватель. Один из мастеров московского модерна.

## Биография
Родился 4 (16) июля 1879 в Сергиевом Посаде в семье журналиста Ивана Андреевича Вашкова (1846—1893). В 1893 году он начал учиться в Императорском Строгановском училище технического рисования, которое окончил в 1901 году со званием учёного рисовальщика. В 1900 году проходил практику в ювелирной мастерской К. Фаберже. Ещё до получения диплома он был приглашён Оловянишниковыми на свою московскую фабрику церковной утвари, где занимался обновлением дизайна производимой фирмой продукции; в 1901 году стал художественным руководителем фабрики Оловянишниковых.
В 1911 году вышло фундаментальное издание «Религиозное искусство», в котором были собраны фотографии предметов, выполненных по рисункам С. И. Вашкова. К наиболее значительным произведениям художника в этом жанре, по мнению искусствоведа М. В. Нащокиной, относятся: гробница Преподобного Павла Обнорского в Вологде, гробницы Св. Гермогена в Московском Кремле, надгробия Карнеевых и Зыбина в Москве и ряд других. Вашков создал свой самобытный художественный язык, в котором сочетались древнерусские и древнехристианский мотивы. В своих работах художник использовал скань, филигрань, чеканку, резьбу по дереву, финифть и другие традиционные техники, однако сочетал их оригинальными способами. В 1909 году архиепископ Антоний (Храповицкий) взволнованно заметил: «Господь сжалился над нами, любителями церковного благолепия: древнее вдохновенное творчество священных предметов восстановлено новым художником С. И. Вашковым, которого имя займет в истории нашего церковного благолепия одно из почетнейших мест, быть может, наряду с Андреем Рублевым и Симоном Ушаковым».
Архитектурные работы Вашкова малочисленны, однако важны для истории московского модерна.
С. И. Вашков участвовал в работе над альбомом, посвящённом Москве: Москва. Moscou. Moskau: Её ист. прошлое и настоящее. — М.: Изд. т-ва скоропеч. А. А. Левенсон, 1912. — 94 с.
В 1913 году работал над «Изборником дома Романовых» как автор общего художественного решения. Незадолго до смерти, в 1913 году Вашков с единомышленниками основал новый художественный журнал «Светильник» и стал его главным редактором.
С марта 1914 года служил штатным преподавателем Строгановского училища. Жил в Москве на Арбате, 12 и на Чистопрудном бульваре, 14.
Умер скоропостижно 7 ноября 1914 года от кровоизлияния в мозг. Похоронен на Ваганьковском кладбище.

## Проекты и постройки
- Внутренняя отделка и утварь для церкви в имении Н. И. Оржевской «Новая Чартория» (1906—1907, Новая Чертория)[Комм 3];
- Металлическая часть (басма) Пермского иконостаса для фамильной церкви Каменских в честь иконы Казанской Божией Матери в женском Успенском монастыре в Перми. Иконы по эскизам Н. К. Рериха (1907, Пермская государственная художественная галерея);
- Дача И. А. Александренко (1908, посёлок Клязьма, сейчас в городской черте Пушкино), не сохранилась[4];
- Оформление фасада доходного дома при церкви Святой Троицы «что на Грязех» (архитекторы Л. Л. Кравецкий, П. К. Микини) (1908—1909, Москва, Чистопрудный бульвар, 14; надстроен двумя этажами в 1945 году Б. Л. Топазовым); объект культурного наследия регионального значения[15];
- Гробница преподобного Павла Обнорского (1900—1910-е, Вологда);
- Гробница Патриарха Гермогена (1900—1910-е, Москва, Кремль, Чудов монастырь), ныне — в Успенском соборе;
- Гробница Святого Макария (1900—1910-е, Овруч);
- Надгробие Зыбина (1900—1910-е, Москва);
- Внутренняя отделка и утварь Феодоровского собора и Феодоровского городка (1900—1910-е, Пушкин), не сохранились;
- Внутренняя отделка, иконостас и утварь храма при Царскосельской общине Красного Креста (1900—1910-е, Пушкин);
- Внутренняя отделка храма Красностокского монастыря (1900—1910-е);
- Церковно-приходская школа имени Ивана и Пелагеи Александренко (1910—1911, посёлок Клязьма);
- Проект церковно-приходской школы в память 300-летия Дома Романовых (1911—1913, Кострома), не осуществлён;
- Церковь Спаса Нерукотворного Образа в Клязьме (1913), при участии архитектора В. И. Мотылёва и скульптора Н. П. Гаврилова.

### Комментарии
1. ↑  Его старший брат, Евгений (1878—1938) начал обучение в училище годом ранее, но в 1899 году, будучи учеником IV класса, подал заявление об увольнении и занялся литературной деятельностью.
2. ↑  Оловянишниковы предложили студентам Строгановского училища участвовать в конкурсе по разработке эскиза церковного паникадила и среди всех работ особо был выделен проект Сергея Вашкова.
3. ↑  Здесь и далее проекты и постройки даны в хронологическом порядке по М. В. Нащокиной, с необходимыми дополнениями и уточнениями.